# Norwegian International 1998
Die Norwegian International 1998 im Badminton fanden vom 5. bis zum 8. November 1998 in Sandefjord statt.

## Sieger und Platzierte
| Disziplin    | Gold                                  | Silber                               | Bronze                                    |
| ------------ | ------------------------------------- | ------------------------------------ | ----------------------------------------- |
| Herreneinzel | Henrik Bengtsson                      | Rasmus Wengberg                      | Jim Ronny Andersen                        |
| Herreneinzel | Henrik Bengtsson                      | Rasmus Wengberg                      | Peter Janum                               |
| Dameneinzel  | Marina Andrievskaia                   | Karolina Ericsson                    | Johanna Holgersson                        |
| Dameneinzel  | Marina Andrievskaia                   | Karolina Ericsson                    | Nicole Grether                            |
| Herrendoppel | Jesper Mikla Lars Paaske              | Michael Lamp Martin Lundgaard Hansen | Ville Kinnunen Ilkka Nyqvist              |
| Herrendoppel | Jesper Mikla Lars Paaske              | Michael Lamp Martin Lundgaard Hansen | Jonas Rasmussen Ove Svejstrup             |
| Damendoppel  | Marina Andrievskaia Catrine Bengtsson | Louisa Koon Wai Chee Ling Wan Ting   | Ann-Lou Jørgensen Mette Schjoldager       |
| Damendoppel  | Marina Andrievskaia Catrine Bengtsson | Louisa Koon Wai Chee Ling Wan Ting   | Nadia Lyduch Lene Mørk                    |
| Mixed        | Lars Paaske Jane F. Bramsen           | Fredrik Bergström Jenny Karlsson     | Martin Lundgaard Hansen Ann-Lou Jørgensen |
| Mixed        | Lars Paaske Jane F. Bramsen           | Fredrik Bergström Jenny Karlsson     | Kristoffer Pedersen Anette Abildgaard     |